# Пол Голмгрен
Пол Голмгрен (англ. Paul Holmgren, нар. 2 грудня 1955, Сент-Пол) — колишній американський хокеїст, що грав на позиції крайнього нападника. Грав за збірну команду США. Згодом — хокейний тренер.
Провів понад 600 матчів у Національній хокейній лізі. 

## Ігрова кар'єра
Хокейну кар'єру розпочав 1973 року.
1975 року був обраний на драфті НХЛ під 108-м загальним номером командою «Філадельфія Флаєрс». 
Протягом професійної клубної ігрової кар'єри, що тривала 11 років, захищав кольори команд «Міннесота Файтінг Сейнтс»,  «Філадельфія Флаєрс» та «Міннесота Норт-Старс».
Загалом провів 609 матчів у НХЛ, включаючи 82 гри плей-оф Кубка Стенлі. У фіналі Кубка Стенлі 1980 закинув три шайби та став першим американцем, що зробив хет-трик у фіналі Кубка Стенлі.
Був гравцем молодіжної збірної США, у складі якої брав участь у 4 іграх. Виступав за національну збірну США.

## Тренерська робота
1988 року розпочав тренерську роботу в НХЛ. Працював з командами «Філадельфія Флаєрс» та «Гартфорд Вейлерс».
Був генеральним менеджером національної збірної США на чемпіонаті світу 2006 та зимових Олімпійських іграх 2006.
З листопада 2006 по травень 2014 займав посаду генерального менеджера клубу «Філадельфія Флаєрс», а з 7 травня 2014 став президентом клубу, на посаду генерального менеджера призначений відомий в минулому воротар «флаєрс» Рон Гексталл.
16 вересня 2014 Пола разом з Біллі Делі було номіновано на Трофей Лестера Патріка, 4 грудня того ж року вони отримала цей трофей в Міннеаполісі.

## Нагороди та досягнення
- Учасник матчу усіх зірок НХЛ — 1981.
- Трофей Лестера Патріка — 2014.

## Статистика

### Клубні виступи
| Сезон        | Клуб                       | Ліга         | Регулярний сезон | Регулярний сезон | Регулярний сезон | Регулярний сезон | Регулярний сезон | Плей-оф | Плей-оф | Плей-оф | Плей-оф | Плей-оф |
| Сезон        | Клуб                       | Ліга         | І                | Г                | П                | О                | ШХ               | І       | Г       | П       | О       | ШХ      |
| ------------ | -------------------------- | ------------ | ---------------- | ---------------- | ---------------- | ---------------- | ---------------- | ------- | ------- | ------- | ------- | ------- |
| 1973–74      | «Сент-Пол Вулканс»         | СЗЮХЛ        | 55               | 22               | 59               | 81               | 183              | —       | —       | —       | —       | —       |
| 1974–75      | Міннесотський університет  | НКАА         | 37               | 10               | 21               | 31               | 108              | —       | —       | —       | —       | —       |
| 1975–76      | «Міннесота Файтінг Сейнтс» | ВХА          | 51               | 14               | 16               | 30               | 121              | —       | —       | —       | —       | —       |
| 1975–76      | «Джонстаун Джетс»          | НАХЛ         | 6                | 3                | 12               | 15               | 12               | —       | —       | —       | —       | —       |
| 1975–76      | «Філадельфія Флаєрс»       | НХЛ          | 1                | 0                | 0                | 0                | 2                | —       | —       | —       | —       | —       |
| 1975–76      | «Ричмонд Робінс»           | АХЛ          | 6                | 4                | 4                | 8                | 23               | —       | —       | —       | —       | —       |
| 1976–77      | «Філадельфія Флаєрс»       | НХЛ          | 59               | 14               | 12               | 26               | 201              | 10      | 1       | 1       | 2       | 25      |
| 1977–78      | «Філадельфія Флаєрс»       | НХЛ          | 62               | 16               | 18               | 34               | 190              | 12      | 1       | 4       | 5       | 26      |
| 1978–79      | «Філадельфія Флаєрс»       | НХЛ          | 57               | 19               | 10               | 29               | 168              | 8       | 1       | 5       | 6       | 22      |
| 1979–80      | «Філадельфія Флаєрс»       | НХЛ          | 74               | 30               | 35               | 65               | 267              | 18      | 10      | 10      | 20      | 47      |
| 1980–81      | «Філадельфія Флаєрс»       | НХЛ          | 77               | 22               | 37               | 59               | 306              | 12      | 5       | 9       | 14      | 49      |
| 1981–82      | «Філадельфія Флаєрс»       | НХЛ          | 41               | 9                | 22               | 31               | 183              | 4       | 1       | 2       | 3       | 6       |
| 1982–83      | «Філадельфія Флаєрс»       | НХЛ          | 77               | 19               | 24               | 43               | 178              | 3       | 0       | 0       | 0       | 6       |
| 1983–84      | «Філадельфія Флаєрс»       | НХЛ          | 52               | 9                | 13               | 22               | 105              | —       | —       | —       | —       | —       |
| 1983–84      | «Міннесота Норт-Старс»     | НХЛ          | 11               | 2                | 5                | 7                | 46               | 12      | 0       | 1       | 1       | 6       |
| 1984–85      | «Міннесота Норт-Старс»     | НХЛ          | 16               | 4                | 3                | 7                | 38               | 3       | 0       | 0       | 0       | 8       |
| Усього в НХЛ | Усього в НХЛ               | Усього в НХЛ | 527              | 144              | 179              | 323              | 1684             | 82      | 19      | 32      | 51      | 195     |

### Збірна
| Рік              | Команда          | Турнір           |   | І | Г | П | О | ШХ |
| ---------------- | ---------------- | ---------------- | - | - | - | - | - | -- |
| 1974             | США              | МЧС              | 4 | 0 | 0 | 0 | 8 |    |
| Молодіжна збірна | Молодіжна збірна | Молодіжна збірна | 4 | 0 | 0 | 0 | 8 |    |

## Тренерська статистика
| Команда | Сезон   | Регулярний сезон | Регулярний сезон | Регулярний сезон | Регулярний сезон | Регулярний сезон | Регулярний сезон | Плей-оф | Плей-оф | Плей-оф                      |
| Команда | Сезон   | І                | В                | П                | Н                | Pts              | Результат        | В       | П       | Результат                    |
| ------- | ------- | ---------------- | ---------------- | ---------------- | ---------------- | ---------------- | ---------------- | ------- | ------- | ---------------------------- |
| ФІ      | 1988–89 | 80               | 36               | 36               | 8                | 80               | 4-е у ДП         | 10      | 9       | програш у фіналі Конференції |
| ФІ      | 1989–90 | 80               | 30               | 39               | 11               | 70               | 6-е у ДП         |         |         | не вийшли                    |
| ФІ      | 1990–91 | 80               | 33               | 37               | 10               | 76               | 5-е у ДП         |         |         | не вийшли                    |
| ФІ      | 1991–92 | 24               | 8                | 14               | 2                | (75)             | 6-е у ДП         |         |         | звільнений                   |
| ГАР     | 1992–93 | 84               | 26               | 52               | 6                | 58               | 5-е у ДА         |         |         | не вийшли                    |
| ГАР     | 1993–94 | 17               | 4                | 11               | 2                | (63)             | 6-е в ПСД        |         |         | не вийшли                    |
| ГАР     | 1994–95 | 48               | 19               | 25               | 5                | 43               | 5-е в ПСД        |         |         | не вийшли                    |
| ГАР     | 1995–96 | 12               | 5                | 6                | 1                | (77)             | 4-е в ПСД        |         |         | звільнений                   |
| Усього  | Усього  | 425              | 161              | 219              | 45               |                  |                  |         |         |                              |